# 赫拉菲里夫卡
48°23′29″N 39°18′12″E / 48.39139°N 39.30333°E
赫拉菲里夫卡（烏克蘭語：Глафірівка）是位於烏克蘭東部的村莊，由盧甘斯克州卢甘斯克区的盧圖希內市鎮負責管轄。該村始建於1953年，面積1平方公里，海拔高度118米，2001年人口190，人口密度每平方公里182.2人。